# 基努·里维斯
基努·查爾斯·李維（英語：Keanu Charles Reeves，/kiˈɑːnuː/，kee-AH-noo；1964年9月2日—），加拿大男演員、導演、製片人和音樂家。知名作品如電影《阿比和阿弟的冒險》（1989年）、《驚爆點》（1991年）、《男人的一半還是男人》（1991年）、《捍衛戰警》（1994年）、《駭客任務》系列（1999年至2021年）、《正義悍將》（2008年）和《捍衛任務》系列（2014年至今）。此外，他還曾於2005年的《康斯坦汀：驅魔神探》中主演約翰·康斯坦汀。
在藝術創作的方面，李維曾與插畫家亞歷山德拉·格蘭特共同創作一本名為《Ode to Happiness》的書。他曾製作過一部2012年的紀錄片《基努·李維之數位任務》。此外還執導過電影《太極俠》（2013年）。李維於2014年的動作片《捍衛任務》中擔任男主角，獲得了正面的評價，之後回歸後續的數部續集。

## 早年
基努·李維出生在黎巴嫩首都貝魯特，父親是小山謬·諾林·李維（Keanu Charles Reeves），母親派翠西亞·龐德（Patricia Bond），娘家姓泰勒（英語：Taylor）來自英格蘭艾塞克斯郡。他的父親是夏威夷出生的華人，祖父是來自田納西州的愛爾蘭裔美國人，祖母則有中國、夏威夷及葡萄牙血統。基努一詞在夏威夷語中的意思是吹過山頭的清風。在他剛到好萊塢的時候，他的經紀人覺得他的名字太有異國情調了，因此在他早期的電影中他有時被叫作KC·李維（K.C. Reeves）、諾曼·克李維斯（Norman Kreeves）、查克·士巴丹拿（Chuck Spadina）。因為母親的關係，他擁有英國國籍。李維没有因生父的身分取得美国公民身分，而是在童年时透过加拿大籍的继父获得加拿大國籍和美国的永久居留权。他的妹妹金·李維（Kim Reeves），很喜歡養馬，曾拍過電影。
在1966年全家曾經前往澳洲生活了一年，在此期間他的妹妹金·李維出生，但他的父母在同一年離婚，李維三歲時，父親離開了這對母子回到夏威夷。從那時起直到十三歲為止，李維有時會前往夏威夷探望父親，但之後他與父親兩人已不再有任何關係了。父親離家後，她母親帶著兩個孩子搬家到了紐約，前後又搬了五次家，並改嫁給一位百老匯和好萊塢導演保羅·阿隆（Paul Aaron）。但1970年，兩人離婚後全家又搬到了加拿大多倫多。李維在那裡長大，曾在餐廳、溜冰場打工，在中學的冰球隊獲得過最有價值球員稱號，並取得加拿大公民權。在5年中他前後換過4所中學，並被其中的一所表演藝術學校開除。在他15歲時，基努在一個猶太人社區中心的舞臺劇第一次登臺表演，從此開始其演員生涯。

## 職業生涯
李維的初次銀幕表演是在1979年加拿大廣播公司拍攝的電視劇《Hangin' In》。在80年代早期，他在多倫多拍攝了很多廣告像是（可口可樂）、和短片、還有舞台劇。他拍的第一部電影是1986年的《血性小子》，在影片中他扮演一位冰球守門員。不久之後，他拿到了美國綠卡並來到了洛杉磯，在那裡他的繼父保羅·阿隆已經給他找了一位經理人Erwin Stoff。
在1986年的電影《大河邊緣》中，李維扮演的青年角色獲得不少好評。在80年代後期，又先後拍了幾部青少年題材的電影，包括《高校的血》和1989年頗為成功的青春喜劇片《阿比和阿弟的冒險》，在片中他扮演的角色給人們留下了很深刻的印象，以至於此後的多年中大家只記得他那笨小子的形象。進入90年代，李維一直想洗去這個烙印並嘗試不同的新形象，在1991年影片《我私人的爱达荷》中他扮演一個墮落的富家少年；在1992年的《吸血殭屍：驚情四百年》中扮演一個不幸被吸血鬼抓住的律師；在1993年的《無事生非》中扮演莎翁筆下的唐·約翰。1994年他接拍了電影《生死时速》，此片成為了他的成名作，他也由一個小演員一躍而成了大明星。然而這之後的5年中，他拍的幾部大小影片都不成功，其中包括《悍衛機密》和《連鎖反應》。
在李維低潮的時候，又做了個不可想像的決定，為了和影帝艾尔·帕西诺合作，他決定不拍《捍衛戰警》的續集而接拍了另一部影片《魔鬼代言人》。在1999年他終於又憑沃卓斯基姐弟的科幻片《黑客帝国》重新確立了自己好萊塢一線男星的地位。此後的《黑客帝国》續集和《魔間行者》都收到了相當好的票房成績。

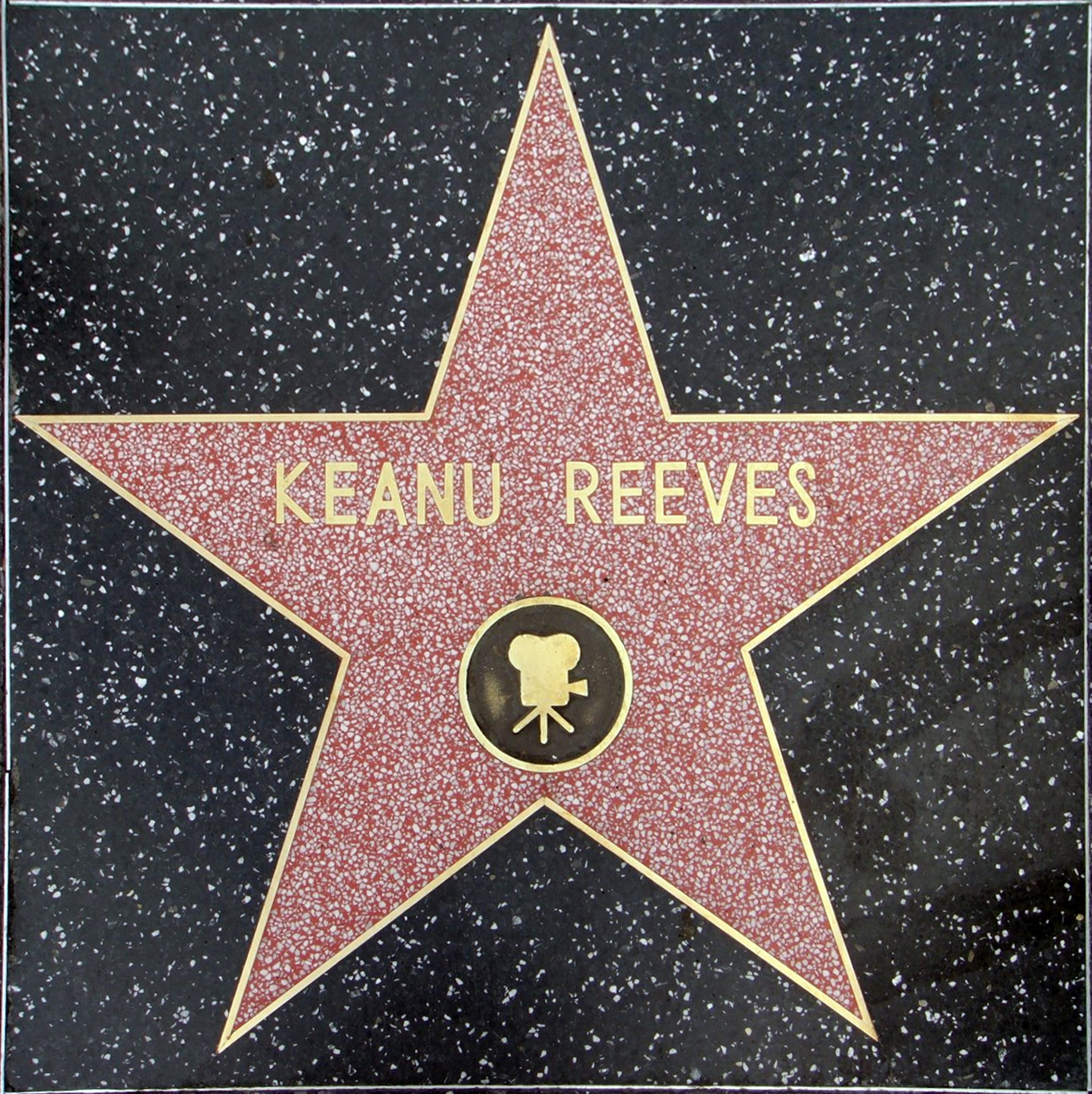
李維在好萊塢星光大道中留名。

2005年1月31日，李維在好萊塢星光大道上留下了自己的名字。
李維的导演处女作《太极侠》是中美合拍功夫片，中国于2013年7月5日上映。2013年10月，李維參與了2014年動作驚悚片《捍衛任務》的演出，本片是由曾擔任過他的替身演員的大衛·雷奇所監製，查德·史塔赫斯基執導。在片中他飾演一名退休的殺手，為了復仇而一人追殺黑幫。電影於2014年10月上映，並獲得了很好的評價和票房。因為電影的成功，隔年兩位導演宣布將推出續集，而李維也將回歸出演，續集《捍衛任務2：殺神回歸》、《捍衛任務3：全面開戰》分別於2017年以及2019年上映，第四集《捍衛任務4》於2023年上映。
2019年，李維亦參與了電子遊戲《電馭叛客2077》的製作，他在當中為一名以自己模樣設計的角色「強尼銀手」配音及動作捕捉。為了宣傳遊戲，他於2019年6月意外出席了該年度的E3電子娛樂展。

## 私生活

### 戀情
1999年12月，李維當時的女友珍妮弗·賽姆生下他們的女兒，但不幸地，生下來的是一個死胎，有傳聞珍妮弗·賽姆此前有食用抗抑郁藥物或吸入毒品，但是都沒有切實證據。在2001年4月，珍妮弗·賽姆在車禍中不幸喪生了，此後李維長期獨身。而由其主演的《捍衛生死線》的故事靈感之一正是由此而來，劇情元素與現實相近也是李維接拍此電影的原因之一。
2019年，李維正式公開藝術家兼事業夥伴亞歷山德拉·格蘭特為女友。

### 家庭
他非常疼惜從小相依為命的妹妹金·李維，她卻不幸罹患了白血病，傳媒常常拍到他陪伴妹妹，金的白血症最後也得以痊癒。1994年《捍衛戰警》他變為紅人的前夕他還睡在朋友家的地板上。

### 興趣
李維喜歡駕駛電單車（尤其是重型電單車），他常形容自己晚上關了車頭燈開車為「魔鬼駕駛」。在1988年的一次「魔鬼駕駛」中，他在Topanga Canyon附近出了車禍撞斷了好幾根肋骨，並在肚子上留下了永久的疤痕。在救援醫療隊到來並把他抬上擔架後，其中一個實習生一不小心失手把他又摔在了地上。
除了摩托車，他也愛好國際象棋、冰球、和乒乓球。
他本身是左撇子，但卻用右手彈電貝斯。他很喜歡龐克搖滾樂隊雷蒙斯合唱團、性手槍和冲撞乐队，在1992年的一個除夕夜晚會表演上，他代替了去參加婚禮的貝斯手「Joe Escalante」。他曾是樂隊天狼星的成員。在2005年他宣佈退出樂壇。
據HelloMagazine報導，李維很慷慨，他也曾花了一大筆錢感謝在《黑客帝国》系列中當他替身的12位演員，為他們各買了一台相當昂貴哈雷重型機車作為感謝， 他还从三部曲获得的收入中拿出了5000万英镑分给了剧组的特效，化妆等部门，作为电影制作的成本。

### 宗教信仰
李維沒有正式的宗教信仰，雖然他有天主教的家庭背景並對佛教很感興趣。

### 其他
2014年9月12日，李維睡醒來發現有一位女粉絲出現在他的書房，女粉絲表示非常想見他。李維很冷靜地報了警，並請警察幫她作精神鑑定。於2014年9月15日，又有第二位女粉絲透過清潔公司偷偷進到了李維家，並脫光衣服在浴室洗澡，接著在泳池裸泳。這讓清潔人員起了疑心，並趕緊報警將其女性帶走。這兩起事件皆發生於李維在好萊塢山的家中。
基努李維之前參加一場以他本人為主角的派對前被警衛攔下，警衛聲稱不認識他，基努李維便在雨中等待一段時間，直到派對主人出現，警衛尷尬地認錯，但基努李維卻說：「警衛只是把他的工作做好，沒必要做任何的懲罰」。基努李維也向派對主人堅持要警衛不被開除才離開。

## 审查
2022年初里维斯为美国西藏之家举办的虚拟慈善音乐会朗诵了垮掉的一代类型的诗歌《Pull My Daisy》。由于西藏之家是一个应第十四世达赖喇嘛的希望而设立的非营利组织，西藏之家被環球時報等中國共產黨媒體視為藏獨組織，李維的行為因此激怒了中國共產黨及中国民族主义者

。尽管里维斯过去与中国电影主管部门有密切的合作，多年来在中国有着很高的人气，他的电影仍被爱奇艺、腾讯视频和优酷等中国串流媒体平台下架。

## 作品列表

### 電影
| 年份 | 片名                          | 角色                         | 備註 |
| ---- | ----------------------------- | ---------------------------- | --- |
| 1985 | 《一步之遙》（One Step Away） | Ron Petrie                   | 短片 |
| 1986 | 《血性小子》                  | Heaver                       | |
| 1986 | 《美夢成真》                  | Tommy Wernicke               | |
| 1986 | 《大河邊緣》                  | Matt                         | |
| 1988 | 《高校的血》                  | Chris Townsend               | |
| 1988 | 《魔鬼小霸王》                | Rupert Marshetta             | |
| 1988 | 《前夜》                      | Winston Connelly             | |
| 1988 | 《孽戀焚情》                  | Le Chevalier Raphael Danceny | |
| 1989 | 《阿比和阿弟的冒險》          | Ted "Theodore" Logan         | |
| 1989 | 《溫馨家族》                  | Tod Higgins                  | |
| 1990 | 《情人有約》                  | Martin Loader                | |
| 1990 | 《我真的愛死你》              | Marlon James                 | |
| 1991 | 《我私人的爱达荷》            | Scott Favor                  | |
| 1991 | 《阿比阿弟暢遊鬼門關》        | Ted Logan / Evil Ted         | |
| 1991 | 《驚爆點》                    | Johnny Utah                  | MTV電影大獎最理想男星 |
| 1992 | 《吸血殭屍：驚情四百年》      | 強納森·哈克                  | |
| 1993 | 《抱得有情郎》                | Don John                     | |
| 1993 | 《小活佛》                    | Siddhartha                   | |
| 1993 | 《馬路羅曼史》                | 無家可歸的人                 | 客串 |
| 1993 | 《怪人集團》                  | Ortiz the Dog Boy            | 未掛名 |
| 1993 | 《藍調牛仔妹》                | Julian Gitche                | |
| 1994 | 《生死时速》                  | Jack Traven                  | MTV電影大獎最佳螢幕組合（與珊卓·布拉克共享） 提名-MTV電影大獎最佳吻戲（與珊卓·布拉克共享） 提名-MTV電影大獎最佳演出 提名-MTV電影大獎最理想男星 提名-兒童票選獎最喜愛的電影演員                                 |
| 1995 | 《連鎖反應》                  | Eddie Kasalivich             | |
| 1995 | 《漫步在雲端》                | Paul Sutton                  | 提名-金酸莓獎最差男主角 |
| 1995 | 《捍衛機密》                  | Johnny Mnemonic              | 提名-金酸莓獎最差男主角 |
| 1996 | 《愛上明尼蘇達》              | Jjaks Clayton                | 提名-金酸莓獎最差男主角 |
| 1997 | 《相戀不如偶遇》              | Harry                        | |
| 1997 | 《魔鬼代言人》                | Kevin Lomax                  | |
| 1999 | 《駭客任務》                  | 湯瑪斯·安德森／尼歐          | 提名-百視達娛樂獎最喜歡演員-動作／科幻類 提名-MTV電影大獎最理想男星 提名-MTV電影大獎最佳打鬥（與勞倫斯·費許朋共享） MTV電影大獎最佳螢幕組合（與勞倫斯·費許朋共享） 提名-土星獎最佳男主角 提名-帝國獎最佳男主角 |
| 1999 | 《我與威爾》                  | 他自己                       | 客串 |
| 2000 | 《十全大補男》                | Shane Falco                  | |
| 2000 | 《兇手正在看著你》            | David Allen Griffin          | 提名-金酸莓獎最差男配角 |
| 2000 | 《靈異大逆轉》                | Donnie Barksdale             | |
| 2001 | 《甜蜜的十一月》              | Nelson Moss                  | 提名-金酸莓獎最差男主角 |
| 2001 | 《追夢高手》                  | Conor O'Neill                | 提名-金酸莓獎最差男主角 |
| 2003 | 《駭客任務：重裝上陣》        | 湯瑪斯·安德森／尼歐          | 提名-MTV電影大獎最佳打鬥（與雨果·威明共享） 提名-MTV電影大獎最佳吻戲（與蒙妮卡·貝露琪共享） |
| 2003 | 《駭客任務立體動畫特集》      | 湯瑪斯·安德森／尼歐          | 配音 |
| 2003 | 《駭客任務完結篇：最後戰役》  | 湯瑪斯·安德森／尼歐          | |
| 2003 | 《爱是妥协》                  | Julian Mercer                | |
| 2005 | 《康斯坦汀：驅魔神探》        | 約翰·康斯坦汀                | |
| 2005 | 《吮指少年》                  | Perry Lyman                  | |
| 2005 | 《愛麗·帕克》                 | 他自己                       | 客串 |
| 2006 | 《跳越時空的情書》            | Alex Wyler                   | |
| 2006 | 《心機掃描》                  | Fred / Bob Arctor            | |
| 2008 | 《正義悍將》                  | Tom Ludlow                   | |
| 2008 | 《當地球停止轉動》            | 克拉圖                       | 斑比獎最佳國際男演員 |
| 2009 | 《她的私密日記》              | Chris Nadeau                 | |
| 2010 | 《亨利當盜》                  | Henry Torne                  | 兼監製（未掛名） |
| 2012 | 《尋找自我》                  | John                         | |
| 2012 | 《基努·李維之數位任務》       | 他自己                       | 紀錄片；兼監製 |
| 2013 | 《太極俠》                    | Donaka Mark                  | 兼導演 |
| 2013 | 《浪人47》                    | Kai                          | |
| 2014 | 《捍衛任務》                  | 約翰·維克                    | 提名-金酸梅最佳贖莓獎 |
| 2015 | 《當辣妹來敲門》              | Evan Webber                  | |
| 2015 | 《黑市交易vs. 網路犯罪》      | 旁白                         | 紀錄片 |
| 2016 | 《惡夜殺機》                  | Detective Scott Galban       | 兼監製 |
| 2016 | 《搶救基努貓》                | Keanu                        | 配音 |
| 2016 | 《霓虹惡魔》                  | Hank                         | |
| 2016 | 《生存者》                    | The Dream                    | |
| 2016 | 《完全真相》                  | Richard Ramsay               | |
| 2017 | 《深刻入骨》                  | Dr. William Beckham          | |
| 2017 | 《捍衛任務2：殺神回歸》       | 約翰·維克                    | |
| 2017 | 《SPF-18》                    | 他自己                       | 客串 |
| 2018 | 《冰血殺機》                  | Lucas Hill                   | |
| 2018 | 《婚禮冤家》                  | Frank                        | |
| 2018 | 《捍衛生死線》                | Will Foster                  | 兼監製 |
| 2019 | 《捍衛任務3：全面開戰》       | 約翰·維克                    | 提名-土星獎最佳電影男主角 |
| 2019 | 《可能還愛你》                | 他自己                       | |
| 2019 | 《玩具總動員4》               | Duke Caboom                  | 配音 |
| 2019 | 《已成往事》                  | 不適用                       | 執行製片人 |
| 2019 | 《蕨间访谈：电影版》          | 他自己                       | 客串 |
| 2020 | 《阿比阿弟尋歌大冒險》        | Ted "Theodore" Logan         | 提名-全美民選獎2020年喜劇片之星 |
| 2021 | 《海綿寶寶：奔跑吧》          |                              | 客串 |
| 2021 | 《駭客任務：復活》            | 湯瑪斯·安德森／尼歐          | |
| 2022 | 《DC超級寵物軍團》            | 布魯斯·韋恩／蝙蝠俠          | 配音 |
| 2023 | 《捍衛任務4》                 | 約翰·維克                    | 兼執行製片人 |
| 2024 | 《音速小子3》                 | 夏特                         | 配音 |
| 2025 | 《疾速剧痛》                  | 他自己                       | 紀錄片；兼執行製片人 |
| 2025 | 《捍衛任務：復仇芭蕾》        | 約翰·維克                    | 兼監製 |
| 2025 | 《捍衛天使》                  | Gabriel                      | |
| TBA  | 《結果》                      | Reef Hawk                    | |
| TBA  | 《娱乐系统已崩溃》            |                              | |

### 電視
| 年份       | 節目名                                                                         | 角色                                   | 備註                                           |
| ---------- | ------------------------------------------------------------------------------ | -------------------------------------- | ---------------------------------------------- |
| 1984       | 《堅持下去》                                                                   | 青少年                                 | 單集：〈Happiness is a Warm Grover〉           |
| 1985       | 《放手》（Letting Go）                                                         | Stereo Teen                            | 電視電影                                       |
| 1985       | 《夜熱》                                                                       | 搶劫犯                                 | 2集                                            |
| 1985       | 《喜劇工廠》（Comedy Factory）                                                 | 餅乾師傅                               | 單集：〈Fast Foof〉                            |
| 1986       | 《迪士尼樂園電影》                                                             | Michael Riley（17歲）                  | 單集：〈Young Again〉                          |
| 1986       | 《娃娃從軍去》                                                                 | Jack Nimble                            | 電視電影                                       |
| 1986       | 《先下手為強》                                                                 | Buddy Martin                           | 電視電影                                       |
| 1986       | 《正義兄弟會》                                                                 | Derek                                  | 電視電影                                       |
| 1986       | 《受累之下》（Under the Influence）                                            | Eddie Talbot                           | 電視電影                                       |
| 1987       | 《艱難時期》                                                                   | Joey                                   | 單集：〈Moving Day〉                           |
| 1989       | 《美國劇場》                                                                   | Kip                                    | 單集：〈Life Under Wate〉                      |
| 1989       | 《特蕾西·厄爾曼秀》                                                            | Jesse Walker                           | 單集：〈Two Lost Souls〉                       |
| 1990       | 《阿比和阿弟的冒險》                                                           | Theodore "Ted" Logan                   | 配音；13集                                     |
| 2009、2012 | 《易於組裝》                                                                   | Vorste Feirron                         | 2集                                            |
| 2016–2018  | 《瑞典混蛋偵探社》                                                             | Tex                                    | 13集                                           |
| 2020       | 《平靜的世界》（A World of Calm）                                              | 旁白                                   | 單集：〈Living Among Trees〉                   |
| 2023       | 《与弩哥同骑》                                                                 | 他自己                                 | 單集：〈The Utah Desert with Keanu Reeves〉    |
| 2023       | 《布朗：不可能的一級方程式賽車故事》 （Brawn: The Impossible Formula 1 Story） | 主持人                                 | 紀錄劇集；兼執行製片人；4集                    |
| 2024       | 《遠古啟示錄》                                                                 | 他自己                                 | 紀錄劇集                                       |
| 2024       | 《秘密關卡》                                                                   | 飛行員                                 | 配音；單集：〈Armored Core: Asset Management〉 |
| 2025       | 《人生切割術》                                                                 | Animated Lumon Administrative Building | 未掛名配音；單集：〈哈囉，考貝爾女士〉         |

### 电子游戏
| 年份 | 游戏名                 | 配音角色          | 備註                  |
| ---- | ---------------------- | ----------------- | --------------------- |
| 2003 | 《駭客任務：重裝上陣》 | 尼歐              | 真人FMV過場動畫       |
| 2017 | 《劫薪日2》            | 約翰·維克         | 兼角色設計（DLC角色） |
| 2019 | 《要塞英雄》           | 約翰·維克         | 兼角色設計            |
| 2020 | 《疾速追杀Hex》        | 約翰·維克         | 兼角色設計            |
| 2020 | 《赛博朋克2077》       | Johnny Silverhand | 兼動作捕捉            |
| 2021 | 《駭客任務：覺醒》     | 他自己、尼歐      |                       |